# NGC 545
NGC 545 is een elliptisch sterrenstelsel in het sterrenbeeld Walvis. Het hemelobject ligt 220 miljoen lichtjaar (67,6 × 106 parsec) van de Aarde verwijderd en werd op 1 oktober 1785 ontdekt door de Duits-Britse astronoom William Herschel.

## Synoniemen
- GC 322
- Arp 308
- H 2.448
- MCG +00-04-142
- PGC 5323
- UGC 1007
- ZWG 385.132
- DRCG 7-43
- KCPG 32A
- ARAK 45